# 再見Yesterday
《再見Yesterday》是1991年7月1日推出的夏之管(TUBE)的第13張單曲。

## 收錄曲目
1. 再見Yesterday(さよならイエスタデイ)

作詞  前田亘輝  : 作曲  春畑道哉
1. A Time For Love